# Bobowce (wieś)
Bobowce (biał. Бабоўцы, Baboucy; ros. Бобовцы, Bobowcy) – wieś na Białorusi, w obwodzie grodzieńskim, w rejonie lidzkim, w sielsowiecie Tarnowszczyzna, przy skrzyżowaniu drogi magistralnej M6 z drogą republikańską R11.

## Historia
W XIX i w początkach XX w. położone były w Rosji, w guberni wileńskiej, w powiecie lidzkim, w gminie Tarnowszczyzna.
W dwudziestoleciu międzywojennym wieś i folwark leżące w Polsce, w województwie nowogródzkim, w powiecie lidzkim, w gminie Tarnowo/Białohruda. W 1921 wieś liczyła 58 mieszkańców, zamieszkałych w 10 budynkach, wyłącznie Polaków. 39 mieszkańców było wyznania rzymskokatolickiego i 19 prawosławnego. Folwark liczył zaś 11 mieszkańców, zamieszkałych w 1 budynku, wyłącznie Polaków wyznania rzymskokatolickiego.
Po II wojnie światowej w granicach Związku Sowieckiego. Od 1991 w niepodległej Białorusi.